# الهجوم على موكودوم

تفاوض المحافظ بريجراين هوبسون على معاهدة سلام عام 1752 مع جان بابتيست كوبيه

وقع الهجوم على موكودوم (في الوقت الحاضر ميناء البلد، نوفا سكوشا) خلال حرب الأب لو لوتر في 21 فبراير 1753 عندما توفي اثنان من الإنجليز وستة من الميغماك. وهناك روايات مختلفة عن المعركة، حيث تلوم الروايات البريطانية الإنجليز على الحادث كما يلوم الميغماك الإنجليز أيضًا. وبغض النظر، أنهت المعركة أي أمل لبقاء معاهدة سلام 1752 التي وقعتها بريطانيا والقائد جان بابتيست كوبيه.

## السياق التاريخي
على الرغم من الغزو البريطاني لأكاديا عام 1710، ظلت نوفا سكوشا محتلة بشكل أساسي من الأكاديين الكاثوليك و الميغماك. وبحلول الوقت الذي وصل فيه كورنواليس إلى هاليفاكس، كان هناك تاريخ طويل لاتحاد واباناكي كونفدراسي (الذي تضمن شعب الميغماك) في حماية أرضهم من خلال قتل المدنيين البريطانيين على طول حدود إنجلترا الجديدة/أكاديا في مقاطعة ماين (انظر الحملات التي قامت على الساحل الشمالي الشرقي 1688، 1703، 1723، 1724، 1745، 1746، 1747).
ومن أجل منع إقامة المستوطنات البروتستانتية في المنطقة، داهم الميغماك المستوطنات البريطانية الأولى في ما يسمى بمقاطعتي شلبورن (1715) حاليًا وكانسو (1720). وبعد جيل، بدأت حرب الأب لو لوتر عندما وصل إدوارد كورنواليس لإنشاء هاليفاكس بـ 13 سفينة لنقل الجنود في 21 يونيو 1749. ومن خلال إنشاء هاليفاكس من قبل طرف واحد، كان البريطانيون ينتهكون المعاهدات السابقة مع الميغماك (1726)، التي تم توقيعها بعد حرب الأب رالي. وبدأ البريطانيون بسرعة في بناء مستوطنات أخرى. ومن أجل حراستها ضد الميغماك والهجمات الأكادية و الفرنسية على المستوطنات البروتستانتية الجديدة، أقيمت حصون بريطانية في هاليفاكس (1749) وبيدفورد (فورت ساكفيل) (1749) ودارتموث (1750) ولينبورج (1753) ولورانس تاون (1754). وكانت هناك العديد من الهجمات من الميغماك والأكاديين على هذه القرى مثل الهجوم على دارتموث (1751).
كما كان هناك هجمة على تلك القرى الموجودة في منطقة دارتموث في عام 1749 (انظر تاريخ دارتموث). وردًا على هذه الهجمات، عرض الحاكم إدوارد كورنواليس مكافأة على رأس كل واحد يتم قتله من الميغماك. ودفع الجيش البريطاني لجيش رينجرز في فروة الرأس الواحدة نفس ما دفعه الجيش الفرنسي للميغماك للحصول على فروات الرؤوس البريطانية.
بعد ثمانية عشر شهرًا من القتال غير الحاسم، بدأت الشكوك والأفكار المؤيدة في إزعاج مجتمعات الميغماك والمجتمعات البريطانية. وبحلول صيف عام 1751، بدأ الحاكم كورنواليس سياسة أكثر استرضائية، وفي 16 فبراير 1752، ألغى كورنواليس إعلانه الحصول على مكافأة على فروات الرؤوس عام 1759 ضد اتحاد واباناكي كونفدراسي، أملاً في وضع الأساس لمعاهدة سلام. ولأكثر من عام، سعى كورنواليس إلى التفاوض مع قادة الميغماك من أجل السلام. واستسلم في النهاية، واستقال من اللجنة وغادر المستعمرة.
وبوجود حاكم جديد مكانه، وهو الحاكم بريجراين توماس هوبسون، كان أول حاكم من الميغماك على استعداد للتفاوض هو كوب. وفي 22 نوفمبر 1752، أنهى كوب التفاوض من أجل السلام للميغماك في شوبينيكادي. وكان أساس المعاهدة تلك التي وقعت في بوسطن والتي أنهت حرب دامر (1725). وحاول كوب الحصول على موافقة قادة آخرين من الميغماك في نوفا سكوشا على المعاهدة ولكنه لم ينجح في ذلك، وأصبح الحاكم يشتبه في القيادة الفعلية لكوب بين شعب الميغماك. وبالطبع، غضب لو لوتر و الفرنسيون من قرار كوب بالتفاوض على الإطلاق مع البريطانيين.